# 萬琛
萬琛（15世紀—1505年2月5日），字廷器、又字廷獻，南直隸寧國府宣城縣人，明朝政治人物。

## 生平
萬琛是成化十三年（1477年）丁酉科應天鄉試舉人，授清江知縣，到任後修繕公署，建存心堂，政平訟理，弘治十七年（1504年）調瑞金知縣，數個月後閩廣流寇乘元旦夜殺死門卒，突然攻城，有人勸他躲避，他大罵：「我離去誰來守衛？」於是率令數十名士兵殺賊二十多人，翌日力盡被擒，賊人盤問庫藏所有，他卻唾罵不止，因此遇害。流寇退卻後人們在溝渠中發現其屍體，身中十六刀並遭截去三指，朝廷得知後追贈光祿寺少卿，賜祭葬，並蔭子一人入國子監讀書，侍講崔桐為他作傳。

## 引用
1. 1 2  光緒《宣城縣志·卷十七·忠義》：萬琛，字廷器，貌魁梧，性勇於義，領成化丁酉鄉薦，除清江知縣，改瑞金，適閩廣流賊夜突入城殺守卒吏，倉猝莫知所出，或勸其引避，琛叱曰：「琛去誰與守土？」遂率兵殺賊二十餘人，翌日力屈被執，問庫藏所有，琛唾罵不已，遂遇害，時宏治乙丑正月也。賊退得其尸溝中，身被創者十六截三指，事聞贈光祿寺少卿，廕其子一人，侍講崔桐作傳，謂：「孝宗實錄乙丑江右之寇以身殉民，獨周副使憲及琛二人爾。」次子麟郡諸生，痛父死國事，伏闕上書誓死以明父節，得贈及蔭，有司謂宜錄麟，麟推讓兄麒，督學御史蕭鳴鳳重其孝友，廩之示勸焉，後仕光山簿卒於官。 按《獻徵錄》作范琛誤，見《一統志》
2. ↑  同治《清江縣志·卷五·職官志》：萬琛，字廷獻，宣城人，宏治間由鄉舉為清江知縣，繕治署廨，建堂曰「存心」，政平訟理，改瑞金，居數月廣賊乘元旦夜殺門卒攻城突入，琛從兵壯數十人迎敵遇害，守臣上狀，贈光祿少卿，賜祭葬，蔭子入監。 府志，參贛州志
3. ↑  光緒《瑞金縣志·卷五·秩官志》：萬琛，字廷獻，宣城人，由鄉舉初任清江令，宏治甲子補瑞金，居數月廣賊乘元旦夜殺門卒攻城突入，居民洶洶竄伏，琛從兵壯數十人迎敵相持，經日力屈遇害，時宏治乙丑正月二日也，守城上狀，詔贈光祿少卿，賜祭葬，蔭一子為國子生 《贛州府志》